# Wignicourt
Wignicourt település Franciaországban, Ardennes megyében. Lakosainak száma 57 fő (2022. január 1.). Wignicourt Chesnois-Auboncourt, Hagnicourt, Mazerny, Saint-Loup-Terrier és Vaux-Montreuil községekkel határos.

## Népesség
A település népessége az elmúlt években az alábbi módon változott:
| Lakosok száma | 61   | 44   | 52   | 65   | 62   | 60   | 58   | 57   | 56   | 57   |
|               | 1968 | 1982 | 1990 | 2006 | 2013 | 2015 | 2017 | 2019 | 2020 | 2022 |